# 陳存仁
陳存仁（1908年2月14日—1990年9月9日），原名承沅，上海老城廂人。

## 生平
出生於家道中落的綢緞商人之家，八歲喪父。
後師从姚公鹤、章太炎、名中醫丁甘仁、丁仲英父子。畢業於上海中醫專門學校，1929年在山東路設診行醫，擅長內科、婦科及針灸科。
1928年創辦《康健報》。
1929年3月17日主持在上海總商會大廳召開全國中醫中藥業反對廢除中醫的大會，被選為赴南京請願團五人代表之一，抗議“廢止中醫案”。
1935年，主編二百三十万字的《中國藥學大辭典》。
1937年编《皇汉医学丛书》数十册，系統收录日本汉医书籍，分类编集。
1926～1937年《福尔摩斯》报的特约作者。《福尔摩斯》创刊于民国15年（1926年）7月3日，初为三日刊，民国19年（1930年）改为日刊，出版至民国26年（1937年）上海抗日战争爆发《福尔摩斯》报停刊。《福尔摩斯》报内容大都是从警察局打听来的黑社会新闻。该报特约作者有吴农花、秦瘦鸥、平襟亚、陈存仁等。
1947年當選第1屆中華民國國民大會代表。
與當時的政界、學界、中醫界著名人物如吳稚暉、于右任、蕭龍友等皆有往來，詳見回憶錄《銀元時代生活史》、《抗戰時代生活史》。
1949年赴香港行醫。
1964年由韓國駐香港總領事推薦，韓國慶熙大學授予作者名譽博士銜，以表彰其對漢醫學的傑出貢獻。
1970年被選為香港蘇浙同鄉會副會長。被法國美食協會授予「美食家」稱號。
1979年應日本講談社之邀，編撰《中國藥學大典》。
1980年獲台灣中國文化大學名譽博士銜。
1990年9月9日，因突發心臟病，於美國洛杉磯寓所去世。

## 著作
陳存仁著作等身，主編《中國藥學大辭典》、《皇汉医学丛书》、《中國藥學大典》，著有《中國醫學史圖鑑》、《紅樓夢人物醫事考》《津津有味譚》、《傷寒手冊》、《食物療病方》、《胃病驗方》、《小儿百病驗方》、《抗戰時代生活史》、《銀元時代生活史》。近年來，陳存仁的部分著作已由廣西師範大學出版社系統地重新刊行。